# 774. grenadirski polk (Wehrmacht)
774. grenadirski polk (izvirno nemško 774. Grenadier-Regiment; kratica 774. GR) je bil pehotni polk Heera v času druge svetovne vojne.

## Zgodovina
Polk je bil ustanovljen 29. decembra 1944 za potrebe 416. pehotne divizije.